# Vele di Scampia

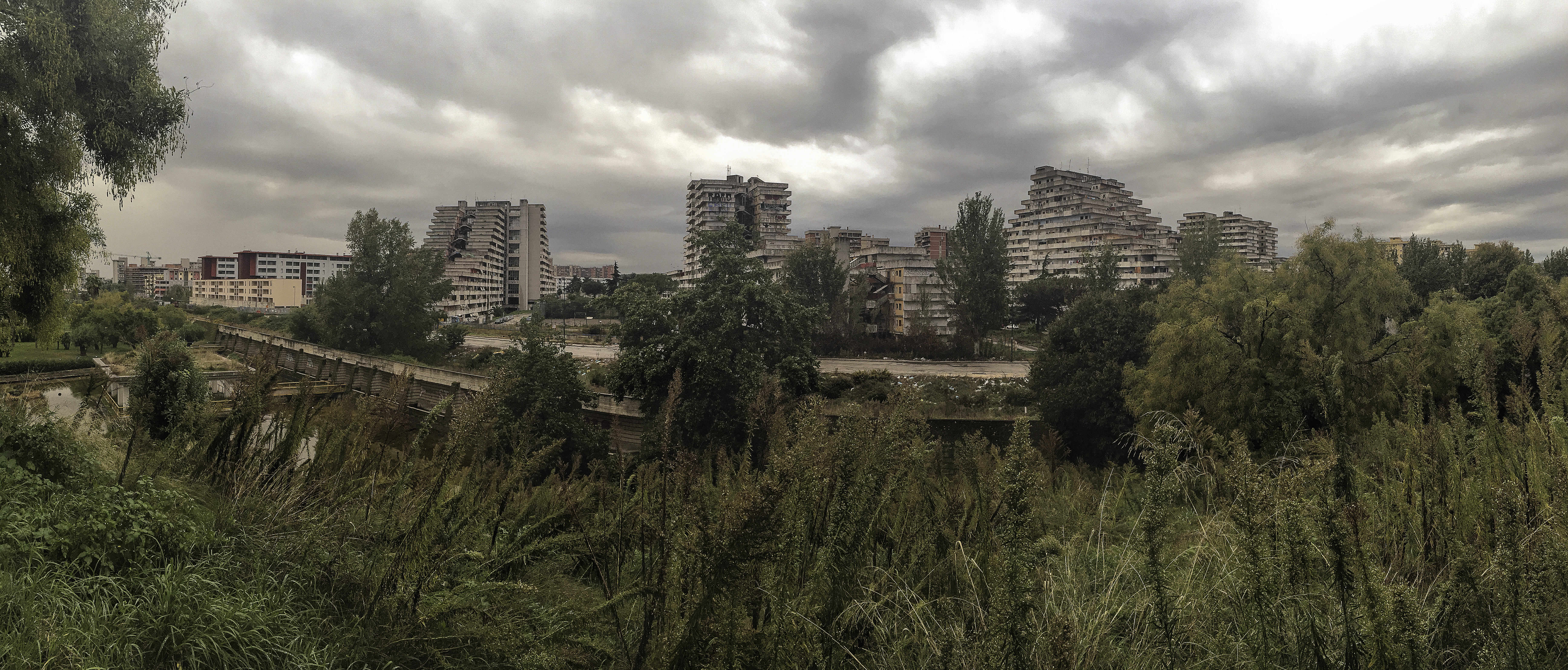
Panorama der Vele di Scampia

Die Vele di Scampia (deutsch „Segel von Scampia“) sind ein Wohnkomplex in Neapel und eines der markantesten Projekte des sozialen Wohnungsbaus in Italien. Der Komplex wurde zwischen 1962 und 1975 im Stadtteil Scampia errichtet und umfasst ursprünglich sieben Gebäude, von denen einige mittlerweile abgerissen wurden.

## Geschichte und Konzeption
Die Vele di Scampia wurden nach Plänen des Architekten Francesco Di Salvo auf einer Fläche von 115 Hektar errichtet. Die Gebäude zeichnen sich durch ihre charakteristische Form aus, die an Segel (vele) erinnert. Di Salvo ließ sich bei der Konzeption von den Ideen der Unité d'Habitation von Le Corbusier und den strukturellen Entwürfen von Kenzō Tange inspirieren. Ziel war es, eine Art „vertikales Dorf“ mit gemeinschaftlichen Räumen und sozialen Begegnungsmöglichkeiten zu schaffen, das an die engen Gassen des historischen Zentrums von Neapel erinnerte.
Trotz der ambitionierten Pläne entwickelte sich der Komplex schnell zum Symbol städtischen Verfalls. Nach dem Erdbeben in der Irpinia 1980 wurden viele Wohnungen von obdachlosen Familien besetzt, was zu einer Überbelegung führte. Gleichzeitig fehlten staatliche Strukturen, wie etwa ein Polizeikommissariat, das erst 1987 eingerichtet wurde. Die Umgebung wurde zum Schauplatz illegaler Aktivitäten, insbesondere des Drogenhandels, und die Vele wurden zum Inbegriff eines sozialen Brennpunkts.

## Abriss und Sanierung
Ende der 1990er Jahre begann der Abriss der ersten Gebäude. Zwischen 1997 und 2003 wurden die Gebäude F, G und H abgerissen. 2020 folgte die sogenannte „Vela Verde“, und im März 2025 begann der Abriss der „Vela Gialla“. Von den ursprünglich sieben Gebäuden bleibt nur die „Vela Celeste“ bestehen, die saniert werden soll, um künftig Büros und ein Museum zu beherbergen.

## Der Einsturz der „Vela Celeste“ im Jahr 2024
Am 22. Juli 2024 kam es zum Einsturz einer Übergangsbrücke im dritten Obergeschoss der weiterhin bewohnten „Vela Celeste“. Dabei starben zwei Menschen, und 13 weitere, darunter sieben Kinder, wurden verletzt. Das Gebäude wurde geräumt, die Bewohner vorübergehend in Notunterkünften untergebracht.

## Die Vele im Film
Die Vele di Scampia sind häufig als Kulisse in Film und Fernsehen zu sehen. Der Spielfilm Gomorrha – Reise in das Reich der Camorra und die Serie Gomorrha zeigen das Leben in den Gebäuden und die sozialen Probleme des Viertels. Auch der Film Ammore e malavita (2017) enthält Szenen, die dort gedreht wurden.

## Ähnliche Wohnungsbau-Projekte
- Nuovo Corviale (Rom)
- Rozzol Melara (Triest)
- Rancitelli (Pescara)
- Mamutica (Zagreb)
- Zona Espansione Nord ZEN (Palermo)
- Telli (Aarau)